# Hegu
Hegu est un astérisme de l'astronomie chinoise, décrit dans le traité astronomique du Shi Shi qui recense les astérismes construits à partir des étoiles les plus brillantes. Hegu se compose de trois étoiles lumineuses, situées au cœur de la constellation occidentale de l'Aigle.

## Composition
Hegu est un astérisme relativement compact. Il comprend sans le moindre doute possible α Aquilae (Altair, magnitude apparente 0,8). Ses deux autres étoiles s'en déduisent aisément, correspondant à γ Aquilae (2,7) et β Aquilae (3,7), la tête de l'Aigle de la constellation occidentale. Certains auteurs proposent en lieu et place de β Aql l'étoile ρ Aquilae, située à l'extrême est de la constellation, mais ce choix est moins convaincant, cette étoile étant d'une part trop éloignée de α Aql et déjà proposée comme membre d'un autre astérisme, Zuoqi.

## Symbolique
Hegu correspond à un tambour situé en bordure de la rivière céleste, Tianhe.

## Astérismes associés
Hegu est entourée de deux astérismes, Youqi et Zuoqi représentant chacun des oriflammes. Au sud se situe Tianfu représentant les baguettes du tambour. À proximité se trouvent également divers astérismes en rapport avec l'agriculture, comme Hugua et Baigua, représentant des melons à divers degrés de maturité. Plus au nord est se trouve Tianjin, un gué permettant de traverser la rivière céleste (la Voie lactée, ou Tianhe selon le nom traditionnel chinois).

## Référence
- (en) Sun Xiaochun et Jakob Kistemaker, The Chinese sky during the Han, New York, Éditions Brill, 1997, 247 p. (ISBN 9004107371), page 150.

## Note
1. ↑  Voir (en) F. Richard Stephenson & David A. Green, A reappraisal of some proposed historical supernovae, Journal for the History of Astronomy, 36, 217-229 (2005).